# Korean Super League 1985
La Korean Super League 1985 è stata la 3° della massima serie del campionato sudcoreano di calcio, disputata dal 13 aprile al 22 settembre 1985.

## Avvenimenti

### Precampionato
Venne ripristinata la formula della prima edizione del torneo, con un unico girone all'italiana in cui la squadra che sarebbe risultata prima al termine del torneo avrebbe ottenuto il titolo di campione nazionale, oltreché l'accesso al Campionato d'Asia per club.

### Il campionato
Le prime fasi del torneo videro proporsi in vetta il Lucky-Goldstar Hwangso, primo in solitaria dopo tre turni; in seguito alla prima sconfitta stagionale, avvenuta il 12 maggio contro lo Hyundai Horangi, la squadra verrà ripresa da un gruppo che includeva Yukong Elephants e Hanil Bank. Prevalendo nello scontro diretto con l'Hanil Bank del 18 maggio e approfittando di alcuni risultati favorevoli, il Lucky-Goldstar Hwangso riprenderà il comando solitario, ma un leggero calo di rendimento favorirà il ritorno in vetta dei campioni in carica del Daewoo Royals, che assieme allo Hyundai Horangi si alternerà al comando solitario della classifica. A partire dalla tredicesima giornata le due squadre calarono il ritmo favorendo il ritorno del Lucky Goldstar che, già al turno successivo, riprenderà definitivamente la vetta della graduatoria; dopo aver respinto un ultimo tentativo di aggancio da parte dello Hyundai Horangi, avvenuto in seguito ad una sconfitta contro un POSCO Atoms in rimonta dopo un avvio difficoltoso, grazie ad un pareggio contro il Sangmu all'ultima giornata il Lucky Goldstar potrà assicurarsi il primo titolo nazionale del proprio palmarès.
Al termine del torneo non sarà decretata nessuna retrocessione per via dell'abbandono del campionato da parte del Sangmu e dell'Hallelujah Eagle, che rinunciarono all'acquisizione dei requisiti necessari (status di squadra professionistica) per continuare a far parte della lega.

## Squadre partecipanti
| Club partecipanti      | Stagione 1984                                         |
| ---------------------- | ----------------------------------------------------- |
| Daewoo Royals          | Vincitore dello spareggio per il titolo               |
| Yukong Elephants       | Perdente dello spareggio per il titolo                |
| Hyundai Horang-i       | 2° nella classifica complessiva                       |
| Hallelujah Eagles      | 4° nella classifica complessiva                       |
| POSCO Atoms            | 5° nella classifica complessiva (come POSCO Dolphins) |
| Hanil Bank             | 6° nella classifica complessiva                       |
| Lucky-Goldstar Hwangso | 7° nella classifica complessiva                       |
| Sangmu                 | 1° nella Korea Football League                        |

### Allenatori
| Club                   | Allenatore                                     |
| ---------------------- | ---------------------------------------------- |
| Daewoo Royals          | Chang Woon-Soo                                 |
| Yukong Elephants       | Lee Jong-Hwan (1ª-14ª) Kim Jung-Nam (15ª-21ª)  |
| Hyundai Horang-i       | Moon Jung-Sik                                  |
| Hallelujah Eagles      | Ham Heung-Chul                                 |
| POSCO Atoms            | Choi Eun-Taek                                  |
| Hanil Bank             | Kim Ho                                         |
| Lucky-Goldstar Hwangso | Park Se-Hak                                    |
| Sangmu                 | Jang Jong-Dae (1ª-12ª) Kim Young-Bae (13ª-21ª) |

## Classifica finale
|                          | Pos | Squadra                | Pt | G  | V  | N  | P  | GF | GS | DR  |
| ------------------------ | --- | ---------------------- | -- | -- | -- | -- | -- | -- | -- | --- |
| Corea del Sud (bandiera) | 1.  | Lucky-Goldstar Hwangso | 27 | 21 | 10 | 7  | 4  | 35 | 19 | +16 |
|                          | 2.  | POSCO Atoms            | 25 | 21 | 9  | 7  | 5  | 25 | 17 | +8  |
|                          | 3.  | Daewoo Royals          | 25 | 21 | 9  | 7  | 5  | 22 | 16 | +6  |
|                          | 4.  | Hyundai Horang-i       | 24 | 21 | 10 | 4  | 7  | 23 | 21 | +2  |
|                          | 5.  | Yukong Elephants       | 19 | 21 | 7  | 5  | 9  | 28 | 26 | +2  |
|                          | 6.  | Sangmu                 | 19 | 21 | 6  | 7  | 8  | 23 | 30 | -7  |
|                          | 7.  | Hanil Bank             | 16 | 21 | 3  | 10 | 8  | 18 | 30 | -12 |
|                          | 8.  | Hallelujah Eagles      | 13 | 21 | 3  | 7  | 11 | 15 | 30 | -15 |

Legenda:

      Campione della Corea del Sud e qualificata al Campionato d'Asia per club 1986

      Abbandona la lega per effetto della rinuncia all'acquisizione dello status di squadra professionistica.
Note:

Due punti a vittoria, uno a pareggio, zero a sconfitta.

## Risultati[3]
| Seul 13 aprile 1985 | Daewoo Royals | 2 – 0 | Hyundai Horang-i | Dongdaemun Stadium |

| Seul 13 aprile 1985 | Hanil Bank | 2 – 2 | Sangmu | Dongdaemun Stadium |

| Seul 14 aprile 1985 | POSCO Atoms | 0 – 1 | Lucky-Goldstar Hwangso | Dongdaemun Stadium |

| Seul 14 aprile 1985 | Hallelujah Eagles | 2 – 3 | Yukong Elephants | Dongdaemun Stadium |

| Incheon 20 aprile 1985 | Hallelujah Eagles | 0 – 0 | Lucky-Goldstar Hwangso | Sungui Stadium |

| Incheon 20 aprile 1985 | Yukong Elephants | 2 – 3 | Hanil Bank | Sungui Stadium |

| Incheon 21 aprile 1985 | POSCO Atoms | 1 – 1 | Daewoo Royals | Sungui Stadium |

| Incheon 21 aprile 1985 | Hyundai Horang-i | 3 – 1 | Sangmu | Sungui Stadium |

| Jeonju 27 aprile 1985 | Hyundai Horang-i | 1 – 2 | POSCO Atoms | Jeonju Stadium |

| Jeonju 27 aprile 1985 | Daewoo Royals | 0 – 1 | Sangmu | Jeonju Stadium |

| Jeonju 28 ottobre 1985 | Hallelujah Eagles | 0 – 0 | Hanil Bank | Jeonju Stadium |

| Jeonju 28 aprile 1985 | Yukong Elephants | 1 – 3 | Lucky-Goldstar Hwangso | Jeonju Stadium |

| Busan 1 maggio 1985 | Daewoo Royals | 1 – 1 | Lucky-Goldstar Hwangso | Gudeok Stadium |

| Busan 1 maggio 1985 | Hyundai Horang-i | 1 – 1 | Hanil Bank | Gudeok Stadium |

| Busan 2 maggio 1985 | Yukong Elephants | 3 – 0 | Sangmu | Gudeok Stadium |

| Busan 2 maggio 1985 | Hallelujah Eagles | 0 – 0 | POSCO Atoms | Gudeok Stadium |

| Changwon 11 maggio 1985 | Hallelujah Eagles | 3 – 0 | Sangmu | Masan Stadium |

| Changwon 11 maggio 1985 | Yukong Elephants | 2 – 1 | POSCO Atoms | Masan Stadium |

| Changwon 12 maggio 1985 | Daewoo Royals | 0 – 0 | Hanil Bank | Masan Stadium |

| Changwon 12 maggio 1985 | Hyundai Horang-i | 1 – 0 | Lucky-Goldstar Hwangso | Masan Stadium |

| Uijeongbu 17 maggio 1985 | Hyundai Horang-i | 2 – 1 | Yukong Elephants | Uijeongbu Sports Complex |

| Uijeongbu 17 maggio 1985 | Hallelujah Eagles | 0 – 0 | Daewoo Royals | Uijeongbu Sports Complex |

| Uijeongbu 18 maggio 1985 | POSCO Atoms | 1 – 1 | Sangmu | Uijeongbu Sports Complex |

| Uijeongbu 18 maggio 1985 | Lucky-Goldstar Hwangso | 3 – 0 | Hanil Bank | Uijeongbu Sports Complex |

| Gyeongju 27 maggio 1985 | Lucky-Goldstar Hwangso | 1 – 1 | Sangmu | Civic Stadium |

| Gyeongju 27 maggio 1985 | POSCO Atoms | 1 – 0 | Hanil Bank | Civic Stadium |

| Gyeongju 28 maggio 1985 | Daewoo Royals | 2 – 1 | Yukong Elephants | Civic Stadium |

| Gyeongju 28 maggio 1985 | Hyundai Horang-i | 1 – 0 | Hallelujah Eagles | Civic Stadium |

| Uijeongbu 18 giugno 1985 | Yukong Elephants | 0 – 1 | Hallelujah Eagles | Uijeongbu Sports Complex |

| Uijeongbu 18 giugno 1985 | Lucky-Goldstar Hwangso | 0 – 3 | POSCO Atoms | Uijeongbu Sports Complex |

| Uijeongbu 19 giugno 1985 | Hanil Bank | 1 – 1 | Sangmu | Uijeongbu Sports Complex |

| Uijeongbu 19 giugno 1985 | Hyundai Horang-i | 1 – 2 | Daewoo Royals | Uijeongbu Sports Complex |

| Gangneung 22 giugno 1985 | Hyundai Horang-i | 1 – 0 | Sangmu | Gangneung Stadium |

| Gangneung 22 giugno 1985 | Daewoo Royals | 0 – 0 | POSCO Atoms | Gangneung Stadium |

| Gangneung 23 giugno 1985 | Yukong Elephants | 1 – 1 | Hanil Bank | Gangneung Stadium |

| Gangneung 23 giugno 1985 | Hallelujah Eagles | 0 – 2 | Lucky-Goldstar Hwangso | Gangneung Stadium |

| Gangneung 25 giugno 1985 | Lucky-Goldstar Hwangso | 1 – 1 | Yukong Elephants | Gangneung Stadium |

| Gangneung 25 giugno 1985 | Hallelujah Eagles | 0 – 0 | Hanil Bank | Gangneung Stadium |

| Gangneung 26 giugno 1985 | Daewoo Royals | 1 – 2 | Sangmu | Gangneung Stadium |

| Gangneung 26 giugno 1985 | POSCO Atoms | 0 – 0 | Hyundai Horang-i | Gangneung |

| Pohang 29 giugno 1985 | POSCO Atoms | 0 – 1 | Hallelujah Eagles | Pohang Sports Complex |

| Pohang 29 giugno 1985 | Yukong Elephants | 1 – 1 | Sangmu | Pohang Sports Complex |

| Pohang 30 giugno 1985 | Hyundai Horang-i | 1 – 0 | Hanil Bank | Pohang Sports Complex |

| Pohang 30 giugno 1985 | Lucky-Goldstar Hwangso | 0 – 1 | Daewoo Royals | Pohang Sports Complex |

| Busan 2 luglio 1985 | Lucky-Goldstar Hwangso | 3 – 2 | Hyundai Horang-i | Gudeok Stadium |

| Busan 2 luglio 1985 | Daewoo Royals | 2 – 3 | Hanil Bank | Gudeok Stadium |

| Jinju 6 luglio 1985 | Lucky-Goldstar Hwangso | 4 – 0 | Hanil Bank | Public Stadium |

| Jinju 6 luglio 1985 | POSCO Atoms | 2 – 1 | Sangmu | Public Stadium |

| Jinju 7 luglio 1985 | Daewoo Royals | 0 – 0 | Hallelujah Eagles | Public Stadium |

| Jinju 7 luglio 1985 | Yukong Elephants | 1 – 1 | Hyundai Horang-i | Public Stadium |

| Seul 13 luglio 1985 | Hallelujah Eagles | 0 – 1 | Hyundai Horang-i | Hyochang Stadium |

| Seul 13 luglio 1985 | Yukong Elephants | 0 – 1 | Daewoo Royals | Hyochang Stadium |

| Seul 14 luglio 1985 | POSCO Atoms | 0 – 2 | Hanil Bank | Hyochang Stadium |

| Seul 14 luglio 1985 | Lucky-Goldstar Hwangso | 1 – 0 | Sangmu | Hyochang Stadium |

| Seul 18 luglio 1985 | Yukong Elephants | 1 – 0 | POSCO Atoms | Dongdaemun Stadium |

| Seul 18 luglio 1985 | Hallelujah Eagles | 2 – 3 | Sangmu | Dongdaemun Stadium |

| Incheon 24 agosto 1985 | Sangmu | 3 – 2 | Hanil Bank | Sungui Stadium |

| Incheon 24 agosto 1985 | Yukong Elephants | 5 – 0 | Hallelujah | Sungui Stadium |

| Incheon 25 agosto 1985 | Hyundai Horang-i | 1 – 0 | Daewoo Royals | Sungui Stadium |

| Incheon 25 agosto 1985 | POSCO Atoms | 2 – 2 | Lucky-Goldstar Hwangso | Sungui Stadium |

| Seul 28 agosto 1985 | Daewoo Royals | 0 – 1 | POSCO Atoms | Dongdaemun Stadium |

| Seul 28 agosto 1985 | Hyundai Horang-i | 0 – 0 | Sangmu | Dongdaemun Stadium |

| Seul 29 agosto 1985 | Lucky-Goldstar Hwangso | 4 – 1 | Hallelujah Eagles | Dongdaemun Stadium |

| Seul 29 agosto 1985 | Yukong Elephants | 0 – 0 | Hanil Bank | Dongdaemun Stadium |

| Cheongju 31 agosto 1985 | Hallelujah Eagles | 2 – 2 | Hanil Bank | Cheongju Stadium |

| Cheongju 31 agosto 1985 | Lucky-Goldstar Hwangso | 1 – 2 | Yukong Elephants | Cheongju Stadium |

| Cheongju 1 settembre 1985 | Hyundai Horang-i | 0 – 2 | POSCO Atoms | Cheongju Stadium |

| Cheongju 1 settembre 1985 | Daewoo Royals | 4 – 3 | Sangmu | Cheongju Stadium |

| Gumi 7 settembre 1985 | Yukong Elephants | 0 – 1 | Sangmu | Civic Stadium |

| Gumi 7 settembre 1985 | Hallelujah Eagles | 1 – 3 | POSCO Atoms | Civic Stadium |

| Gumi 8 settembre 1985 | Lucky-Goldstar Hwangso | 1 – 1 | Daewoo Royals | Civic Stadium |

| Gumi 8 settembre 1985 | Hyundai Horang-i | 2 – 0 | Hanil Bank | Civic Stadium |

| Gumi 10 settembre 1985 | POSCO Atoms | 1 – 0 | Sangmu | Civic Stadium |

| Gumi 10 settembre 1985 |  | 3 – 0 | Hanil bank | Civic Stadium |

| Gumi 11 settembre 1985 | Civic Stadium | 0 – 1 | Yukong Elephants | Civic Stadium |

| Gumi 11 settembre 1985 | Hallelujah Eagles | 0 – 2 | Daewoo Royals | Civic Stadium |

| Ulsan 14 settembre 1985 | Daewoo Royals | 1 – 0 | Hanil Bank | Ulsan Stadium |

| Ulsan 14 settembre 1985 | Hyundai Horang-i | 1 – 3 | Lucky-Goldstar Hwangso | Ulsan Stadium |

| Ulsan 15 settembre 1985 | Hallelujah Eagles | 0 – 1 | Sangmu | Civic Stadium |

| Ulsan 15 settembre 1985 | POSCO Atoms | 4 – 2 | Yukong Elephants | Ulsan Stadium |

| Incheon 21 settembre 1985 | Hyundai Horang-i | 3 – 2 | Hallelujah Eagles | Sungui Stadium |

| Incheon 21 settembre 1985 | POSCO Atoms | 1 – 1 | Hanil Bank | Sungui Stadium |

| Incheon 22 settembre 1985 | Yukong Elephants | 0 – 1 | Daaewoo Royals | Sungui Stadium |

| Incheon 22 settembre 1985 | Lucky-Goldstar Hwangso | 1 – 1 | Sangmu | Sungui Stadium |

## Statistiche
| [ 2 ]                  | 1ª            | 2ª | 3ª | 4ª | 5ª | 6ª | 7ª | 8ª | 9ª | 10ª | 11ª | 12ª | 13ª | 14ª | 15ª | 16ª | 17ª | 18ª | 19ª | 20ª | 21ª |    |
| ---------------------- | ------------- | -- | -- | -- | -- | -- | -- | -- | -- | --- | --- | --- | --- | --- | --- | --- | --- | --- | --- | --- | --- | -- |
| [ 2 ]                  | Daewoo Royals | 2  | 3  | 3  | 4  | 5  | 6  | 8  | 10 | 11  | 11  | 13  | 15  | 16  | 17  | 17  | 17  | 19  | 20  | 21  | 23  | 25 |
| Hallelujah Eagles      | 0             | 1  | 2  | 3  | 5  | 6  | 6  | 8  | 8  | 9   | 11  | 12  | 12  | 12  | 12  | 12  | 13  | 13  | 13  | 13  | 13  |    |
| Hanil Bank             | 1             | 3  | 4  | 5  | 6  | 6  | 6  | 7  | 8  | 9   | 9   | 11  | 11  | 13  | 13  | 14  | 15  | 15  | 15  | 15  | 16  |    |
| Hyundai Horangi        | 0             | 2  | 2  | 3  | 5  | 7  | 9  | 9  | 11 | 12  | 14  | 14  | 15  | 16  | 18  | 20  | 20  | 22  | 22  | 22  | 24  |    |
| Lucky-Goldstar Hwangso | 2             | 3  | 5  | 6  | 6  | 8  | 9  | 9  | 11 | 12  | 12  | 14  | 16  | 18  | 19  | 21  | 21  | 22  | 24  | 26  | 27  |    |
| POSCO Atoms            | 0             | 1  | 3  | 4  | 4  | 5  | 7  | 9  | 10 | 11  | 11  | 13  | 13  | 13  | 14  | 16  | 18  | 20  | 22  | 24  | 25  |    |
| Sangmu                 | 1             | 1  | 3  | 3  | 3  | 4  | 5  | 6  | 6  | 8   | 9   | 9   | 9   | 11  | 13  | 14  | 14  | 16  | 16  | 18  | 19  |    |
| Yukong Elephants       | 2             | 2  | 2  | 4  | 6  | 6  | 6  | 6  | 7  | 8   | 9   | 10  | 10  | 12  | 14  | 15  | 17  | 17  | 19  | 19  | 19  |    |

### Primati stagionali
| Record - Maggior numero di vittorie: Lucky-Goldstar Hwangso e Hyundai Horangi (10) - Minor numero di sconfitte: Lucky-Goldstar Hwangso (4) - Miglior attacco: Lucky-Goldstar Hwangso (35) - Miglior difesa: Daewoo Royals (16) - Miglior differenza reti: Lucky-Goldstar Hwangso (+16) - Maggior numero di pareggi: Hanil Bank (10) - Minor numero di vittorie: Hanil Bank e Hallelujah Eagles (3) - Maggior numero di sconfitte: Hallelujah Eagle (11) - Peggiore attacco: Hallelujah Eagle (15) - Peggior difesa: Sangmu, Hanil Bank, Hallelujah Eagle (30) - Peggior differenza reti: Hallelujah Eagle (-15) - Partita con più reti: Daewoo Royals-Sangmu (1º settembre 1985) - Miglior sequenza di partite utili: 7 (POSCO Atoms, dalla 15ª alla 21ª gara) - Peggior sequenza di partite senza vittoria: 4 (Hallelujah Eagle, dalla 13ª alla 16ª gara) | Capoliste solitarie - dalla 3ª alla 4ª giornata: Lucky-Goldstar Hwangso - 5ª giornata: Lucky-Goldstar Hwangso - 10ª giornata: Daewoo Royals - 11ª giornata: Hyundai Horangi - 12ª giornata: Daewoo Royals - dalla 15ª alla 17ª giornata: Lucky-Goldstar Hwangso - dalla 19ª alla 21ª giornata: Lucky-Goldstar Hwangso |

### Classifica marcatori
| Gol |  |  | Giocatore         | Squadra                |
| --- |  |  | ----------------- | ---------------------- |
| 12  |  |  | Piyapong Pue-on   | Lucky-Goldstar Hwangso |
| 12  |  |  | Kim Yong-se       | Yukong Elephants       |
| 10  |  |  | Lee Heung-sil     | POSCO Atoms            |
| 7   |  |  | Chung Hae-won     | Daewoo Royals          |
| 7   |  |  | Lee Sang-rae      | Lucky-Goldstar Hwangso |
| 6   |  |  | Hong Seok-min     | Sangmu                 |
| 6   |  |  | Park Sang-in      | Hallelujah Eagles      |
| 5   |  |  | Lee Sang-chul     | Hyundai Horang-i       |
| 5   |  |  | Paulinho Criciúma | POSCO Atoms            |
| 5   |  |  | Lee Chun-seok     | Sangmu                 |